# Hamburg European Open 2023
Die Hamburg European Open 2023 waren ein WTA-Tennisturnier der WTA Tour 2023 für Damen und ein ATP-Tennisturnier der ATP Tour 2023 für Herren in Hamburg. Die Turniere der Damen und Herren fanden zeitgleich vom 24. bis 30. Juli 2023 statt.

## Herrenturnier
→ Qualifikation: Hamburg European Open 2023/Herren/Qualifikation

## Damenturnier
→ Qualifikation: Hamburg European Open 2023/Damen/Qualifikation